# Rick Lenz
Rick Lenz (Springfield, 21 novembre 1939) è un attore e commediografo statunitense, conosciuto soprattutto per aver recitato nei film  Fiore di cactus (1969), Il pistolero (1976) e Una volta ho incontrato un miliardario (1980).

## Carriera
Lenz diresse il teatro civico di Jackson, nel Michigan per due anni prima di trasferirsi a New York e cercare lavoro come attore. Nel 1965, debuttò a Broadway nella commedia Mating Dance, nella quale Van Johnson interpretava il ruolo da protagonista. Sebbene la rappresentazione chiuse i battenti nella stessa notte del debutto, l'impresario teatrale David Merrick - presente tra il pubblico - ingaggiò Lenz per il ruolo del giovane Igor Sullivan nella commedia Cactus Flower, che andò in scena dall'8 dicembre 1965 al 23 novembre 1968. Il produttore cinematografico Mike Frankovich e Walter Matthau lo videro recitare e lo chiamarono ad interpretare lo stesso ruolo nella versione cinematografica della commedia, accanto a Goldie Hawn.
Negli anni settanta, Lenz recitò in altri film hollywoodiani, tra i quali Per grazia rifiutata (1970), L'ultimo eroe del West (1971), Dimmi, dove ti fa male? (1972), Il pistolero (1976), The Little Dragons (1980) e Una volta ho incontrato un miliardario (1980).
Lenz iniziò anche a recitare in film e serie per la televisione, apparendo in singoli episodi o interpretando personaggi ricorrenti. Tra il 1972 e il 1974 interpretò il capo della polizia Oliver B. Stamp nella serie western Hec Ramsey.

## Filmografia

### Cinema
- Fiore di cactus (Cactus Flower, 1969)
- Per grazia rifiutata (How Do I Love Thee?, 1970)
- L'ultimo eroe del West Scandalous John, 1971)
- Dimmi, dove ti fa male? (Where Does It Hurt?, 1972)
- Il pistolero (The Shootist, 1976)
- The Little Dragons (1979)
- Una volta ho incontrato un miliardario (Melvin and Howard, 1980)
- Home Room (2002)
- Tequila Express (2002)

### Televisione
- La fattoria dei giorni felici (Green Acres) – serie TV, 4 episodi (1968-1969)
- Doc – film TV (1969)
- Ironside – serie TV, 1 episodio (1972)
- Marcus Welby (Marcus Welby, M.D.) – serie TV, un episodio (1972)
- Circle of Fear – serie TV, un episodio (1973)
- Love, American Style – serie TV, un episodio (1973)
- Difesa a oltranza (Owen Marshall, Counselor at Law) – serie TV, 3 episodi (1971-1974)
- Hec Ramsey – serie TV, 10 episodi (1972-1974)
- Lucas Tanner – serie TV, un episodio (1974)
- Violence in Blue – film TV (1975)
- Ladies of the Corridor – film TV (1975)
- L'uomo da sei milioni di dollari (The Six Million Dollar Man) – serie TV, 2 episodi (1975)
- Lotta per la vita (Medical Story) – serie TV, un episodio (1975)
- Pepper Anderson - Agente speciale (Police Woman) – serie TV, un episodio (1975)
- Kate McShane – serie TV, un episodio (1975)
- Mary Hartman, Mary Hartman – serie TV, 2 episodi (1976)
- La donna bionica (The Bionic Woman) – serie TV, 2 episodi (1976)
- McMillan e signora (McMillan & Wife) – serie TV, un episodio (1977)
- Le strade di San Francisco (The Streets of San Francisco) – serie TV, un episodio (1977)
- Fantasilandia (Fantasy Island) – serie TV, un episodio (1978)
- Giorno per giorno (One Day at a Time) – serie TV, un episodio (1980)
- Reunion – film TV (1980)
- Vega$ – serie TV, un episodio (1980)
- Elvis and the Beauty Queen – film TV (1981)
- Dynasty – serie TV, 3 episodi (1981)
- Palmerstown, U.S.A. – serie TV, un episodio (1981)
- Advise to the Lovehorn – film TV (1981)
- T.J. Hooker – serie TV, un episodio (1981)
- Lou Grant – serie TV, un episodio (1982)
- Insight – serie TV, un episodio (1982)
- New York New York (Cagney & Lacey) – serie TV, un episodio (1982)
- Il mio amico Ricky (Silver Spoons) – serie TV, un episodio (1982)
- Masquerade – serie TV, un episodio (1983)
- Ralph supermaxieroe (The Greatest American Hero) – serie TV, un episodio (1983)
- Automan – serie TV, un episodio (1984)
- Airwolf – serie TV, un episodio (1984)
- Magnum, P.I. – serie TV, un episodio (1984)
- Simon & Simon – serie TV, 3 episodi (1983-1985)
- Malice in Wonderland – film TV (1985)
- All Is Forgiven – serie TV, un episodio (1986)
- Ancora tu (You Again?) – serie TV, un episodio (1986)
- Falcon Crest – serie TV, 2 episodi (1986)
- In Self Defense – film TV (1987)
- The New Adventures of Beans Baxter – serie TV, 4 episodi (1987)
- Provaci ancora, Harry (The Law & Harry McGraw) – serie TV, un episodio (1988)
- Spooner – film TV (1989)
- I casi di Rosie O'Neill (The Trials of Rosie O'Neill) – serie TV, un episodio (1990)
- Shadow of a Doubt – film TV (1991)
- Palm Springs, operazione amore (P.S.I. Luv U) – serie TV, un episodio (1992)
- FBI: The Untold Stories – serie TV, un episodio (1992)
- Perry Mason: L'ospite d'onore (Perry Mason: The Case of the Telltale Talk Show Host) – film TV (1993)
- La signora in giallo (Murder, She Wrote) – serie TV, episodi 4x07-12x19 (1987-1996)
- Wings – serie TV, un episodio (1996)
- Quell'uragano di papà (Home Improvement) – serie TV, un episodio (1997)
- Baywatch – serie TV, un episodio (1997)
- Squadra Med - Il coraggio delle donne (Strong Medicine) – serie TV, un episodio (2001)
- The Practice - Professione avvocati (The Practice) – serie TV, un episodio (2003)
- Treelore Theatre – serie TV, 2 episodi (2012)

### Teatro
- Mating Dance (1965)
- Cactus Flower (1965-1968)